# 코모 엔 엘 시네
《코모 엔 엘 시네》(스페인어: Como en el cine)은 2001년 방영된 멕시코의 텔레노벨라이다.